# Alectra thyrsoidea
Alectra thyrsoidea là loài thực vật có hoa thuộc họ Cỏ chổi. Loài này được Melch. mô tả khoa học đầu tiên năm 1941.